# Бекман, Филип
Филип Лудвиг Бекман (швед. Filip Ludwig Beckman; род. 10 февраля 2003, Кунгсбакка, Халланд) — шведский футболист, защитник ГАИС.

## Клубная карьера
Начинал заниматься футболом в «Кунгсбакке», где выступал его отец. Затем занимался в академии «Хеккена». После выпуска из неё перешёл в «Тёлё», выступающий в четвёртом дивизионе, откуда в 2019 году пришёл в академию ГАИС. В январе 2023 года подписал с клубом свой первый контракт, рассчитанный на два года. Первую игру за основной состав провёл 2 апреля 2023 года в Суперэттане против «Эстерсунда». По итогам сезона ГАИС занял вторую строчку в турнирной таблице и вышел в Алльсвенскан. 13 июля 2024 года в матче против «Сириуса» дебютировал в чемпионате Швеции, появившись на поле в конце первого тайма вместо получившего травму Анеса Чардаклии.

## Клубная статистика
| Выступление      | Выступление      | Выступление      | Лига | Лига | Кубки | Кубки | Конт. кубки | Конт. кубки | Итого | Итого |
| Клуб             | Лига             | Сезон            | Игры | Голы | Игры  | Голы  | Игры        | Голы        | Игры  | Голы  |
| ---------------- | ---------------- | ---------------- | ---- | ---- | ----- | ----- | ----------- | ----------- | ----- | ----- |
| ГАИС             | Суперэттан       | 2023             | 16   | 2    | 3     | 0     | 0           | 0           | 19    | 2     |
| ГАИС             | Алльсвенскан     | 2024             | 1    | 0    | 0     | 0     | 0           | 0           | 1     | 0     |
| ГАИС             | Итого            | Итого            | 17   | 2    | 3     | 0     | 0           | 0           | 20    | 2     |
| Всего за карьеру | Всего за карьеру | Всего за карьеру | 17   | 2    | 3     | 0     | 0           | 0           | 20    | 2     |